# 太白真玄
太白真玄（たいはく しんげん）は、南北朝時代から室町時代の臨済宗の僧。

## 経歴・人物
太清宗渭の法を嗣ぎ、応永18年（1411年）京都建仁寺90世となる。義堂周信に詩を、絶海中津に四六文を学び、五山文学者のひとりとして知られる。国宝『渓陰小築図』や重要文化財『芭蕉夜雨図』などに画賛がのる。